# Cobus Visagie
Izak Iacobus Visagie, detto Cobus (Stellenbosch, 31 ottobre 1973), è un ex rugbista a 15 e dirigente sportivo sudafricano, già pilone degli Stormers, dei Saracens e degli Springbok e dal 2009 direttore commerciale degli stessi Saracens.

## Biografia
Proveniente da Stellenbosch, città sede di una prestigiosa università del rugby, Visagie iniziò la sua carriera nel Western Province e fu professionista nella franchise degli Stormers, con cui assommò 43 presenze in Super Rugby.
Esordì negli Springbok nel giugno 1999 a Port Elizabeth in occasione di un test match contro l'Italia e pochi mesi dopo prese parte alla Coppa del Mondo di rugby 1999 nel Regno Unito, in cui il Sudafrica giunse terzo.
Nel 2000 fu coinvolto in un caso di doping, dopo essere stato trovato positivo al nandrolone; la difesa di Visagie si basò sul fatto di essere all'insaputa delle sostanze dategli dalla federazione sudafricana, cosa che gli evitò una squalifica.
Dopo la mancata convocazione alla Coppa del Mondo di rugby 2003 Visagie si trasferì in Inghilterra ai Saracens, in cui rimase 6 stagioni; al termine della Premiership 2008-09 annunciò il suo ritiro dall'attività
.
Dopo il termine dell'attività è rimasto come direttore commerciale e assistente tecnico della scuola allenatori dello stesso club.